# Ostrobòtnia del Nord
Ostrobòtnia del Nord és una regió de Finlàndia (maakunta / landskap). Oulu és el cap de la regió.
Limita amb les regions de Lapònia, Ostrobòtnia Central, Finlàndia Central, Savònia Septentrional, Kainuu, i amb Rússia.

## Municipis
La regió d'Ostrobòtnia del Nord compta amb els 34 municipis següents (en negreta es marquen les ciutats):
| - Alavieska - Haapajärvi - Haapavesi - Hailuoto - Haukipudas - Ii - Kalajoki - Kempele - Kiiminki - Kuusamo - Kärsämäki - Liminka | - Lumijoki - Merijärvi - Muhos - Nivala - Oulainen - Oulu - Oulunsalo - Pudasjärvi - Pyhäjoki - Pyhäjärvi - Pyhäntä - Raahe | - Reisjärvi - Sievi - Siikajoki - Siikalatva - Taivalkoski - Tyrnävä - Utajärvi - Vihanti - Yli-Ii - Ylivieska |